# Dauis
Dauis là đô thị hạng 4 ở tỉnh Bohol, Philippines. Theo điều tra dân số năm 2007, đô thị này có dân số 36.139 người. Đây là một trong hai đô thị trên đảo Panglao.

## Barangay
Dauis về mặt hành chính được chia thành 12 khu phố (barangay).
- Biking
- Bingag
- San Isidro (Canlongon)
- Catarman
- Dao
- Mayacabac
- Poblacion
- Songculan
- Tabalong
- Tinago
- Totolan
- Mariveles